# Marilyn Monroe (Astrid S)
Marilyn Monroe è un singolo della cantante norvegese Astrid S, pubblicato dalla Universal Music Group il 21 agosto 2020.

## Tracce
1. Marilyn Monroe – 2:54